# Чэмберс-Уоткинс, Фон
Фон Чэ́мберс-Уоткинс (англ. Faune Chambers-Watkins; 23 сентября 1976, Флорида, США) — американская актриса.

## Ранние годы
Фон Алиша Чэмберс родилась в штате Флорида (США), а в 9-летнем возрасте она переехала в штат Виргиния вместе со своей семьёй, а ещё позже она переехала в Атланту (штат Джорджия), в которой она окончила «North Atlanta High School». В детстве Чэмберс занималась танцами и гимнастикой.

## Карьера
Фон дебютировала в кино в 1999 году, сыграв роль танцовщицы в эпизоде «Танцы с Деброй» телесериала «Все любят Рэймонда». Всего Чэмберс-Уоткинс сыграла в 29 фильмах и телесериалах.

## Личная жизнь
С 10 июля 2010 года Чэмберс-Уоткинс замужем за музыкантом Фонцуортом Бентли, с которым она встречалась 6 лет до их свадьбы. У супругов есть двое детей: дочь Зои Алиша Уоткинс (род. 30 июля 2013) и сын Дэниел Уоткинс (род. 23 февраля 2016).

## Избранная фильмография
| Год  |   | Русское название                            | Оригинальное название                 | Роль              |
| ---- | - | ------------------------------------------- | ------------------------------------- | ----------------- |
| 1999 | с | Все любят Рэймонда                          | Everybody Loves Raymond               | танцовщица        |
| 1999 | ф | Остин Пауэрс: Шпион, который меня соблазнил | Austin Powers: The Spy Who Shagged Me | танцовщица        |
| 2002 | ф | Как Майк                                    | Like Mike                             | чирлидерша № 4    |
| 2002 | ф | Остин Пауэрс: Голдмембер                    | Austin Powers in Goldmember           | танцовщица        |
| 2004 | ф | Добейся успеха снова                        | Bring It on Again                     | Моника            |
| 2004 | ф | Белые цыпочки                               | White Chicks                          | Джина Коупленд    |
| 2006 | с | Лас-Вегас                                   | Las Vegas                             | продюсер          |
| 2007 | ф | Очень эпическое кино                        | Epic Movie                            | Сьюзан Первертски |
| 2008 | с | Ясновидец                                   | Psych                                 | Джой Гастер       |
| 2008 | ф | Загадочная история Бенджамина Баттона       | The Curious Case of Benjamin Button   | Дороти Бейкер     |
| 2009 | с | Доктор Хаус                                 | House                                 | Молли             |